# بلاغويا جورجيفسكي
بلاغويا جورجيفسكي مواليد 15 أكتوبر 1950 في سكوبيه، جمهورية يوغوسلافيا الاشتراكية الاتحادية، هو لاعب كرة سلة مقدوني سابق. بدأ مسيرته الاحترافية في سنة 1968. يبلغ طوله 6 قدم 0 بوصة (1.8 م). مثّل منتخب بلاده. شارك في دورة الألعاب الأولمبية الصيفية سنة 1972. حقق المركز الأول في ألعاب البحر الأبيض المتوسط 1971. اعتزل اللعب في 1984.

## سجل المنافسة
شارك في المنافسات التالية:
- بطولة أمم أوروبا لكرة السلة 1971
- الألعاب الأولمبية الصيفية 1972
- الألعاب الأولمبية الصيفية 1976

## الميداليات
| الميدالية | المسابقة                         |
| --------- | -------------------------------- |
| فضية      | الألعاب الأولمبية الصيفية 1976   |
| فضية      | بطولة أمم أوروبا لكرة السلة 1971 |
| ذهبية     | ألعاب البحر الأبيض المتوسط 1971  |

## روابط خارجية
- بلاغويا جورجيفسكي على موقع الاتحاد الدولي لكرة السلة (الإنجليزية)
- بلاغويا جورجيفسكي على موقع سبورتس رفرنس (الإنجليزية)
- بلاغويا جورجيفسكي على موقع أوليمبيديا (الإنجليزية)